# Ben-Hur (film 1925)
 Ben-Hur (ang. Ben-Hur: A Tale of the Christ) – amerykański film niemy z 1925 roku. Adaptacja powieści Lewisa Wallace’a pod tym samym tytułem.
Nawiązuje do wydarzeń Ewangelii: otwiera go sekwencja narodzenia Jezusa, jest też Ostatnia Wieczerza i droga krzyżowa, pojawiają się śródtytuły z cytatami z Ewangelii. Ponad trzy dekady później nakręcono dźwiękowy remake filmu.

## Obsada
- Ramón Novarro – Juda Ben-Hur
- Francis Bushman – Messala
- May McAvoy – Estera
- Claire McDowell – Naomi Ben-Hur
- Kathleen Key – Tirza Ben-Hur
- Mitchell Lewis – Ilderim
- Carmel Myers – Iras
- Charles Belcher – Baltazar
- Frank Currier – Arrius
- Nigel De Brulier – Symonides
- Leo White – Sanballat
- Claude Payton – Jezus z Nazaretu
- Betty Bronson – Maria z Nazaretu

Statyści podczas wyścigu rydwanów:
- Reginald Barker
- John Barrymore
- Lionel Barrymore
- Clarence Brown
- Joan Crawford
- Marion Davies
- Douglas Fairbanks
- George Fitzmaurice
- Sidney Franklin
- John Gilbert
- Dorothy Gish
- Lillian Gish
- Samuel Goldwyn
- Sid Grauman
- Rupert Julian
- Henry King
- Harold Lloyd
- Carole Lombard
- Myrna Loy
- Colleen Moore
- Mary Pickford

## Wyróżnienia
| Rok wpisania | National Film Registry |
| ------------ | --- |
| 1997         | Lista filmów budujących dziedzictwo kulturalne USA utworzona przez National Film Preservation Board i przechowywana w Bibliotece Kongresu Stanów Zjednoczonych |